# Ishigami Kosei
Kosei Ishigami (sinh ngày 11 tháng 1 năm 1990) là một cầu thủ bóng đá người Nhật Bản.

## Sự nghiệp câu lạc bộ
Kosei Ishigami đã từng chơi cho Mito HollyHock.